# 2984 Chaucer
2984 Chaucer è un asteroide della fascia principale. Scoperto nel 1981, presenta un'orbita caratterizzata da un semiasse maggiore pari a 2,4699010 UA e da un'eccentricità di 0,1350321, inclinata di 3,05371° rispetto all'eclittica.
Il nome dell'asteroide è dedicato a Geoffrey Chaucer.